# Острицы-1
Острицы-1 — деревня в Можайском районе Московской области в составе Порецкого сельского поселения. Численность постоянного населения по Всероссийской переписи 2010 года — 3 человека. До 2006 года Острицы-1 входили в состав Порецкого сельского округа.
Деревня расположена на северо-западе района, недалеко от границы со Смоленской областью, примерно в 43 км от Можайска, на левом берегу реки Мошна (приток Москва-реки), высота центра над уровнем моря 216 м. Ближайшие населённые пункты примерно в 1,5 км — Чернево на восток и Острицы-2 на юго-восток.

### Известные уроженцы
Николай Новиков — живописец, народный художник России.